# Chevrolet Uplander

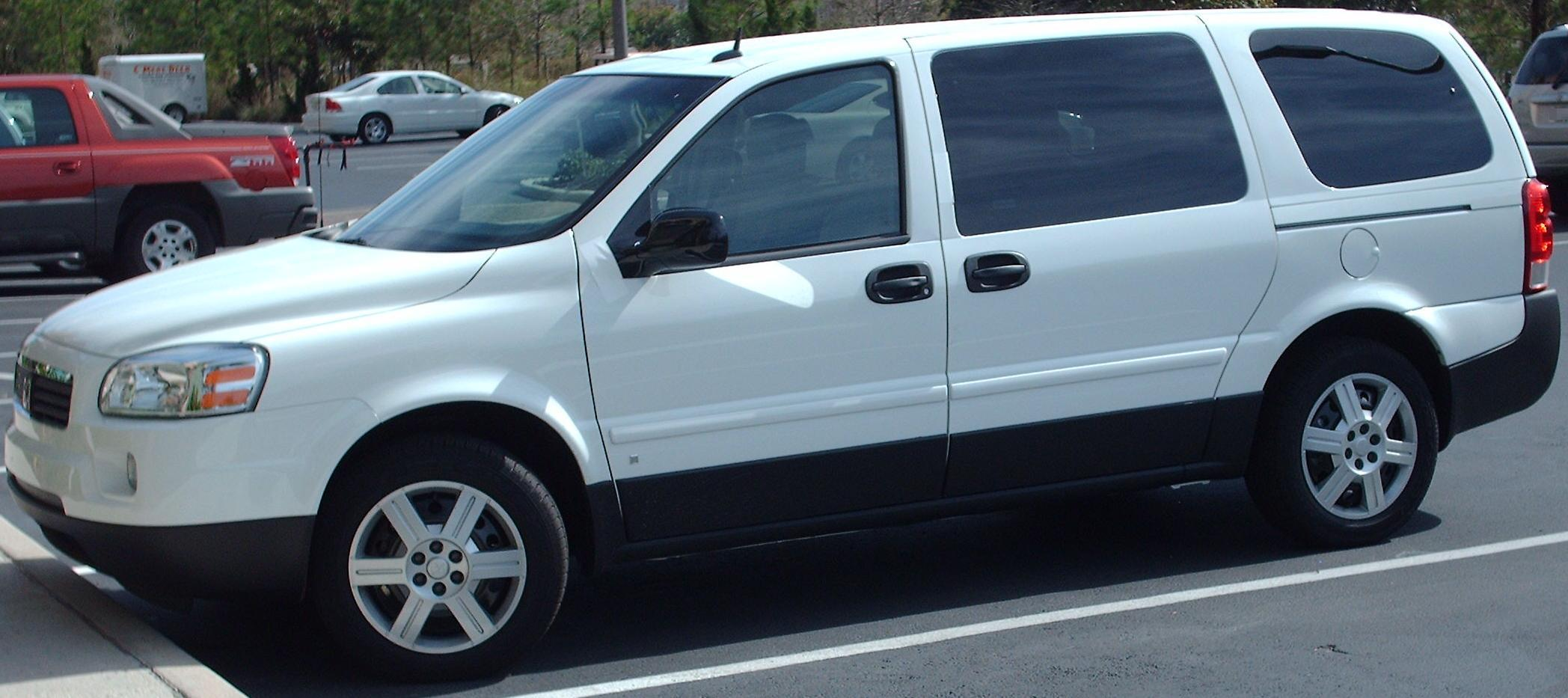
Saturn Relay

La Chevrolet Uplander est un monospace du constructeur automobile américain Chevrolet, propriété de General Motors, pour le Canada, le Mexique, le Chili et les États-Unis. Vendus de 2004 à 2008 aux États-Unis, il poursuit sa carrière dans les autres pays jusqu'en 2009.

## Présentation

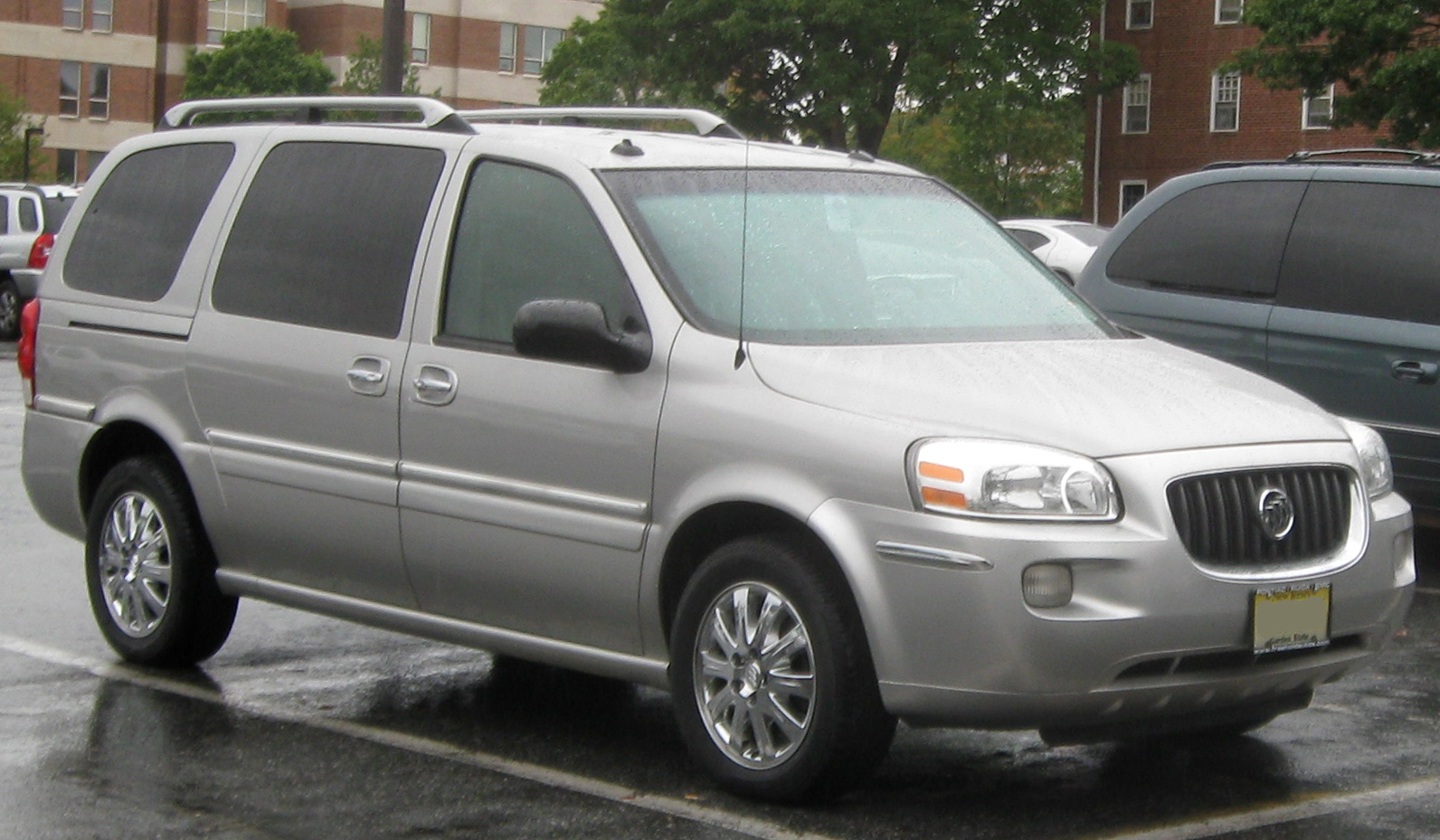
Buick Terraza

Introduit dans la gamme en 2004, il remplace le Venture (sur lequel il est fortement basé).
Il utilise la même plateforme que le Saturn Relay, le Buick Terraza, et la Pontiac Montana SV6.
Il y a très peu de différences entre les quatre véhicules de cette plateforme. La différence la plus significative est l'offre d'un siège bébé intégré dans le Uplander LS et que sur le marché américain le Uplander est proposé en deux longueurs différentes et une version cargo.
Les marges de prix vont de 21250$ à 33795$ (de 16200€ à 25800€) selon les options. Le Uplander est exporté au Canada, Chili et Mexique.
Ce véhicule est produit près d'Atlanta, Géorgie. Le 21 novembre 2005, General Motors annonce que la marque fermera en 2008 l'usine d'assemblage de Doraville, Géorgie, qui produit le Uplander.
Les prix du Relay débutaient à 22 850 dollars, avec trois niveaux de finition disponibles : 2FWD, 3FWD et 3AWD. Tous les Relay possédaient sept places grâce à deux sièges au deuxième rang et une banquette trois places au troisième. La banquette se rabattait mais ne rentrait pas entièrement dans le plancher. Le système OnStar ainsi que les écrans-DVD arrière étaient de série sur tous les modèles. Un système de navigation était en option sur les 3FWD et 3AWD. Les airbags rideaux avants étaient eux aussi de série, sauf sur la 2FWD tandis que les airbags rideaux arrière étaient optionnels sur toutes les finitions.
Les quatre monospaces partagent la même plateforme et sont livrés avec un autoradio CD / MP3. Le Uplander et les véhicules de la même gamme ont le même style crossover.
La production de ces modèles a cessé le 26 septembre 2008.

## Changements d'année en année
- 2005 : L'Uplander était initialement proposé avec un V6 LX9 3500 High Value de 3.5 L générant 200 ch (149 kW) et 298 N m[1].
- 2006 : Un V6 LZ9 de 3,9 L, avec 240 ch (179 kW) et 332 N m, a été ajouté en option. Le logo GM a été ajouté aux portes avant. Un modèle à empattement court est devenu disponible, mais uniquement pour le marché des flotte.
- 2007 : Le V6 de 3,5 L a été abandonné, laissant le 3,9 L comme moteur de base. Par conséquent, le système 4x4 en option a également été abandonné, car il ne pouvait pas gérer le couple du moteur de 3,9 L.
- 2008 : La dernière année de l'Uplander pour les États-Unis, bien que la production se poursuive pour l'exportation vers le Canada et le Mexique jusqu'à l'année modèle 2009. Le dernier véhicule (un Pontiac Montana SV6 de 2009 à empattement court en version canadienne en Liquid Silver Metallic[réf. nécessaire] avec galerie de toit) est sorti de la chaîne de montage de Doraville le 26 septembre 2008[2].

## Motorisations
Aux États-Unis, l'Uplander dispose de trois moteurs :
- V6 3.5 L 200 ch. (2004-2007).
- V6 3.9 L 240 ch. (2005-2007).
- V6 3.9 L E85 240 ch. (2007-2009).

L'Uplander dispose d'une boîte auto à quatre rapports, et pouvait recevoir une transmission intégrale jusqu'en 2007.

## Sécurité
Selon l'Institut d'Assurances pour la Sécurité routière (équivalent du Euro NCAP), le Chevrolet Uplander obtient de meilleurs résultats aux crash-tests que son prédécesseur, le Venture. Les Uplander, Pontiac Montana SV6, Buick Terraza et Saturn Relay ont obtenu la note la plus élevée de «Bien» dans le test de collision frontale décalée de l'IIHS, mais ont été notés seulement «Acceptable» et «Médiocre» dans le test de collision latérale de l' IIHS avec et sans l'option airbags latéraux, respectivement.

### Résultats des tests
Structure/Armature de sécurité : Bon

Tête/Cou : Passable

Poitrine : Bon

Jambe/pied, gauche : Bon

Jambe/pied, droit : Bon

Contraintes/Cinématique du mannequin : Passable

## Futur
General Motors était supposé remplacer les monospaces pour 2010; mais en raison de la désaffection des monospaces par les nord-américains, le projet a été finalement abandonné. À la place, General Motors concevra un 4x4 métis pour Chevrolet basé sur le concept du Chevrolet Sequel pour remplacer la version courte de l'Uplander, tandis que la version longue est remplacée par le crossover Traverse.

## Ventes aux États-Unis

### Uplander
| Année | Ventes  | Diff.     |
| ----- | ------- | --------- |
| 2004  | 3 948   |           |
| 2005  | 72 980  | +1748,5 % |
| 2006  | 58 699  | -19,6 %   |
| 2007  | 69 885  | +19,1 %   |
| 2008  | 40 456  | -42,1 %   |
| 2009  | 1 758   | -95,7 %   |
| 2010  | 76      | -95,7 %   |
| Total | 247 802 |           |

### Relay
| Année-modèle | Ventes aux Etats-Unis |
| ------------ | --------------------- |
| 2004         | 1 563                 |
| 2005         | 15 578                |
| 2006         | 7 171                 |
| 2007         | 1 474                 |
| 2008         | 163                   |

## Galerie

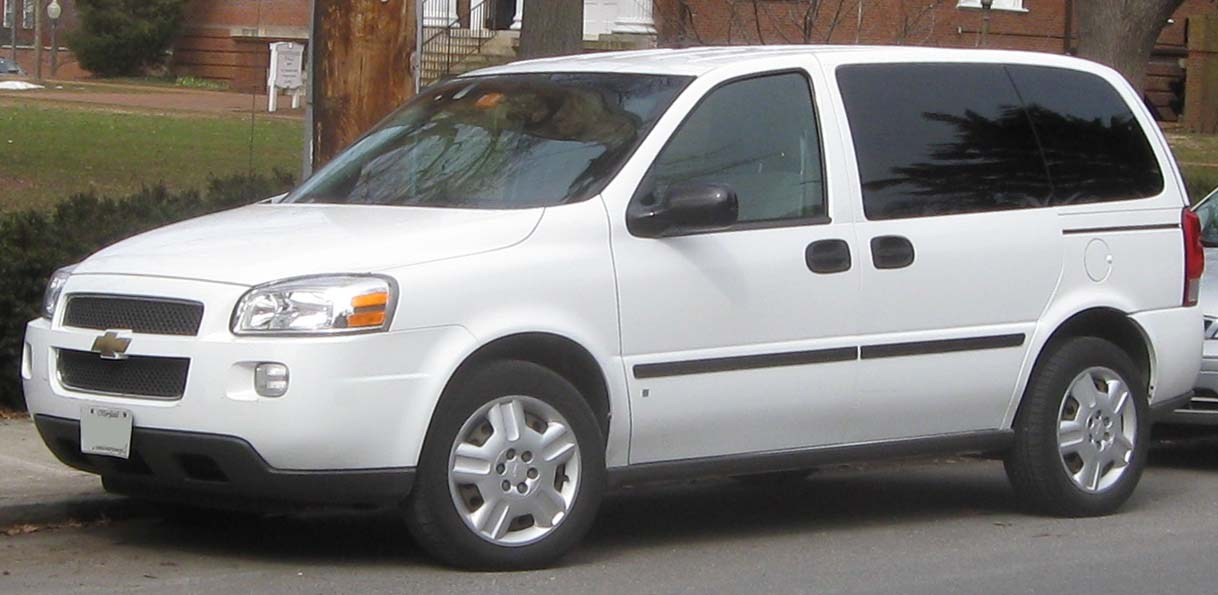
Chevrolet Uplander LS empattement court
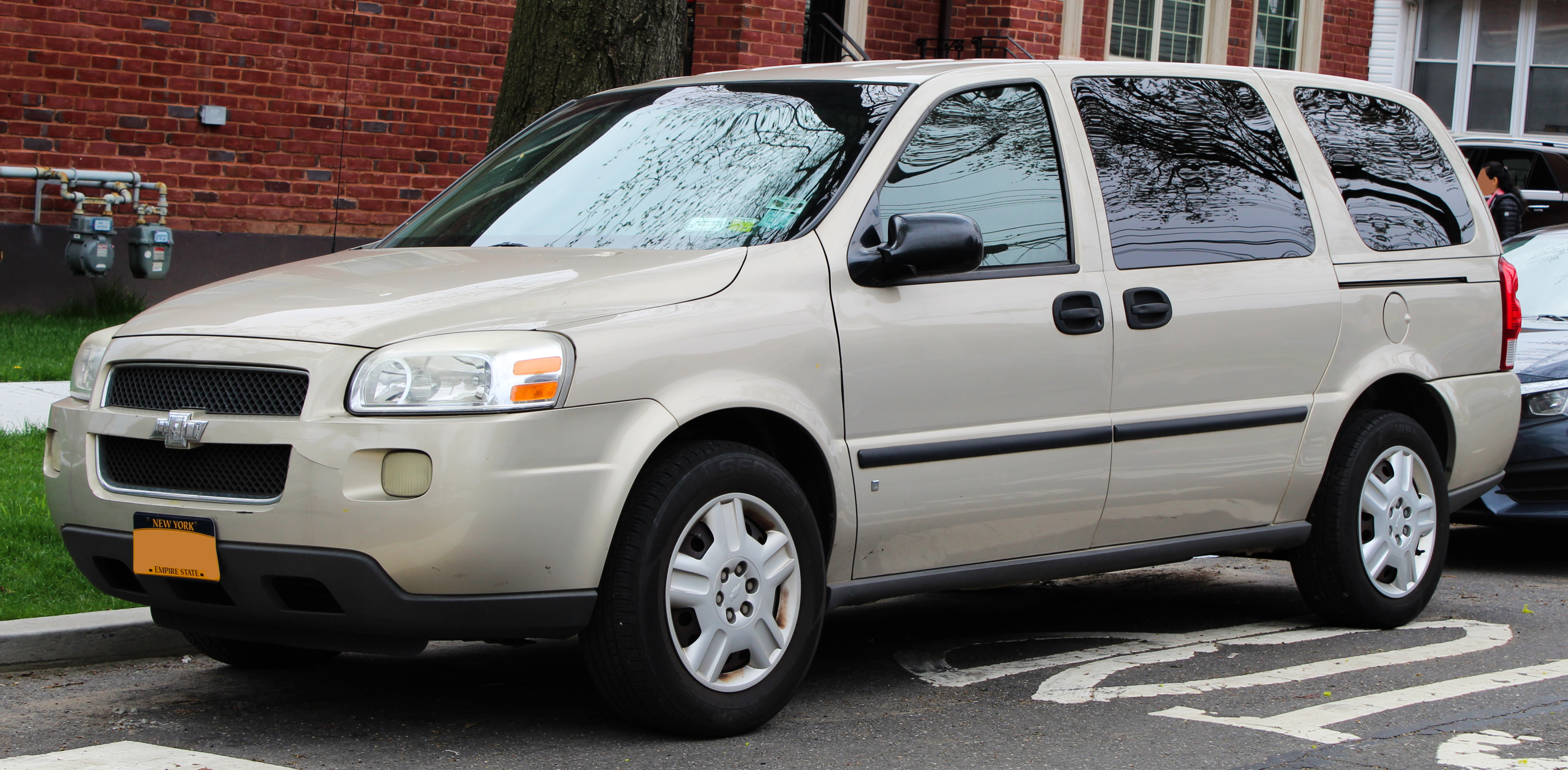
Chevrolet Uplander LS empattement long
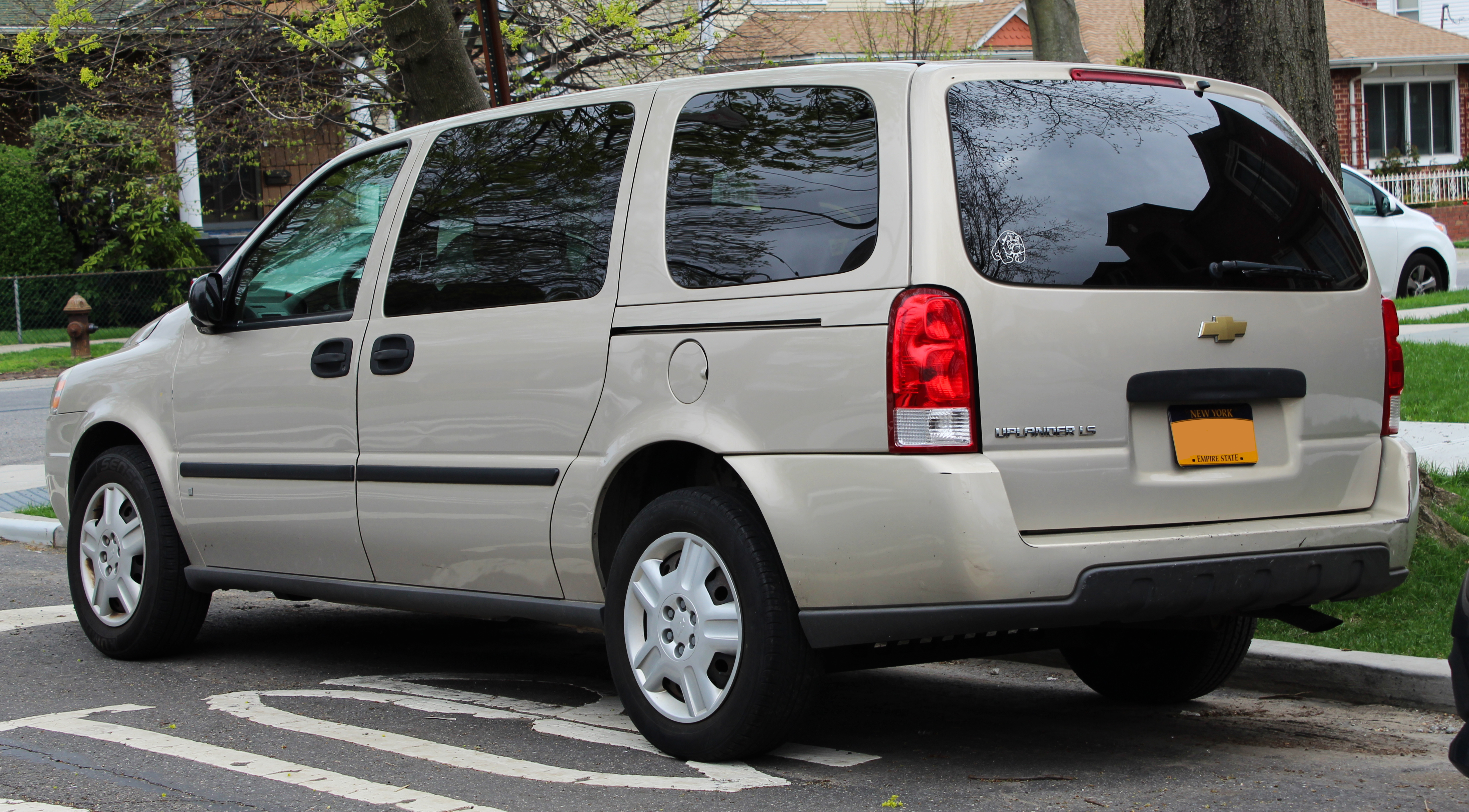
Chevrolet Uplander LS empattement long (arrière)